# Li Wen
Wen Li (李雯T, Wen LìP; 21 febbraio 1989) è una calciatrice cinese, centrocampista offensivo del Dalian e della nazionale cinese.

## Carriera

### Nazionale
Li viene convocata dalla federazione calcistica della Cina (CFA) fin dai primi anni duemila, inizialmente per indossare la maglia della formazione Under-17 impegnata nel primo campionato asiatico di categoria, quello di Corea del Sud 2005, che in seguito sarebbe stato riservato alle Under-16. In quell'occasione, dove la Cina si classificò al secondo posto perdendo per 3-1 la finale con le pari età del Giappone, Li sigla una doppietta nell'incontro con maggiore scarto di tutto il torneo, quello che vede la sua nazionale vincere sulle avversarie di Singapore per ben 27-0
In seguito passa alla Under-19, con la quale disputa il campionato asiatico di Cina 2007, dove marca una rete nell'incontro vinto 5-0 su Taipei cinese e condivide con le compagne la conquista dell'ultimo posto sul podio dopo aver battuto la Corea del Sud nella finale per il terzo posto.
Nel 2011 e 2015 partecipa alle Universiadi rispettivamente di Shenzhen 2011, svoltasi in Cina, e Gwangju 2015, in Corea del Sud, conquistando la medaglia d'oro nella prima e venendo eliminata ai quarti di finale nella seconda.
Indossa inoltre la maglia della nazionale cinese affidata al Commissario tecnico Sigurður Ragnar Eyjólfsson, 4 presenze nel 2017, mentre due anni più tardi il nuovo selezionatore della nazionale Jia Xiuquan la inserisce nella lista delle 23 calciatrici che affrontano la fase finale del Francia 2019.